# Камышинка (Симферопольский район)

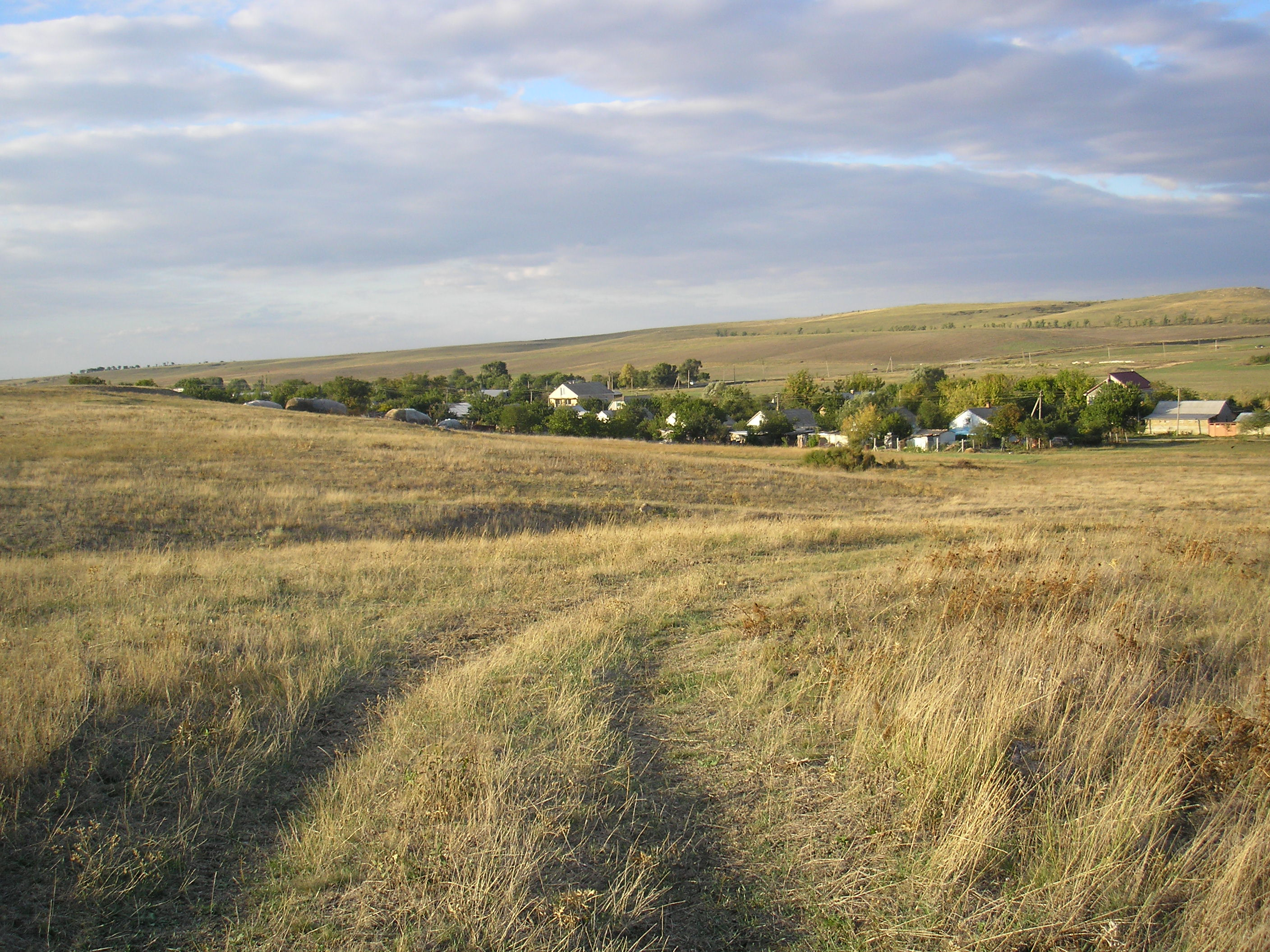

Камыши́нка (до 1948 года Молла́-Эли́; укр. Комишинка, крымскотат. Molla Eli, Молла Эли) — село в Симферопольском районе Республики Крым, входит в состав Чистенского сельского поселения (согласно административно-территориальному делению Украины — Чистенского сельского совета Автономной Республики Крым).

## Население
| 2001 | 2014 |
| ---- | ---- |
| 163  | ↘127 |

Всеукраинская перепись 2001 года показала следующее распределение по носителям языка
| Язык             | Процент |
| ---------------- | ------- |
| украинский       | 39,88   |
| крымскотатарский | 33,13   |
| русский          | 26,99   |

### Динамика численности
| - 1805 год — 100 чел. - 1864 год — 47 чел. - 1887 год — 77 чел. - 1892 год — 63 чел. - 1902 год — 75 чел. - 1915 год — 22 чел. | - 1926 год — 90 чел. - 1939 год — 151 чел. - 1989 год — 175 чел. - 2001 год — 163 чел. - 2009 год — 171 чел. - 2014 год — 127 чел. |

## Современное состояние
В Камышинке 2 улицы — Заречная и Садовая, площадь, занимаемая селом, 144,2 гектара, на которой в 78 дворах, по данным сельсовета на 2009 год, числился 171 житель.

## География
Камышинка расположено на юго-западе района примерно в 17 км от Симферополя, в долине реки Западный Булганак, в среднем течении, в пределах Внешней гряды Крымских гор, у границы с Бахчисарайским районом, высота центра села над уровнем моря 202 м. Село лежит на 4 км южнее 6 километра шоссе Т-0106 Симферополь — Николаевка, ближайшая железнодорожная станция — платформа 1473 км — примерно в 7 километрах. Соседние сёла в 3 км: севернее Новозбурьевка, восточнее — Трудолюбово и Казанки Бахчисарайского района — к югу.

## История
Первое документальное упоминание села встречается в Камеральном Описании Крыма… 1784 года, судя по которому, в последний период Крымского ханства Молла Эли входило в Бахчисарайский кадылык Бахчисарайского каймаканства. После присоединения Крыма к России (8) 19 апреля 1783 года, (8) 19 февраля 1784 года, именным указом Екатерины II сенату, на территории бывшего Крымского Ханства была образована Таврическая область и деревня была приписана к Симферопольскому уезду. После Павловских реформ, с 1796 по 1802 год, входила в Акмечетский уезд Новороссийской губернии. По новому административному делению, после создания 8 (20) октября 1802 года Таврической губернии, Молла-Эли был включён в состав Эскиординской волости Симферопольского уезда.

В Ведомости о всех селениях в Симферопольском уезде состоящих с показанием в которой волости сколько числом дворов и душ… от 9 октября 1805 года, в Мулла-Эли числилось 6 дворов с 46-ю жителями крымскими татарами (17 мужского и 29 женского пола) и 53 крымских цыгана (37 мужского и 16 женского пола), дворов не имевшие. На военно-топографической карте 1817 года в Муллаэли обозначены те же 6 дворов.

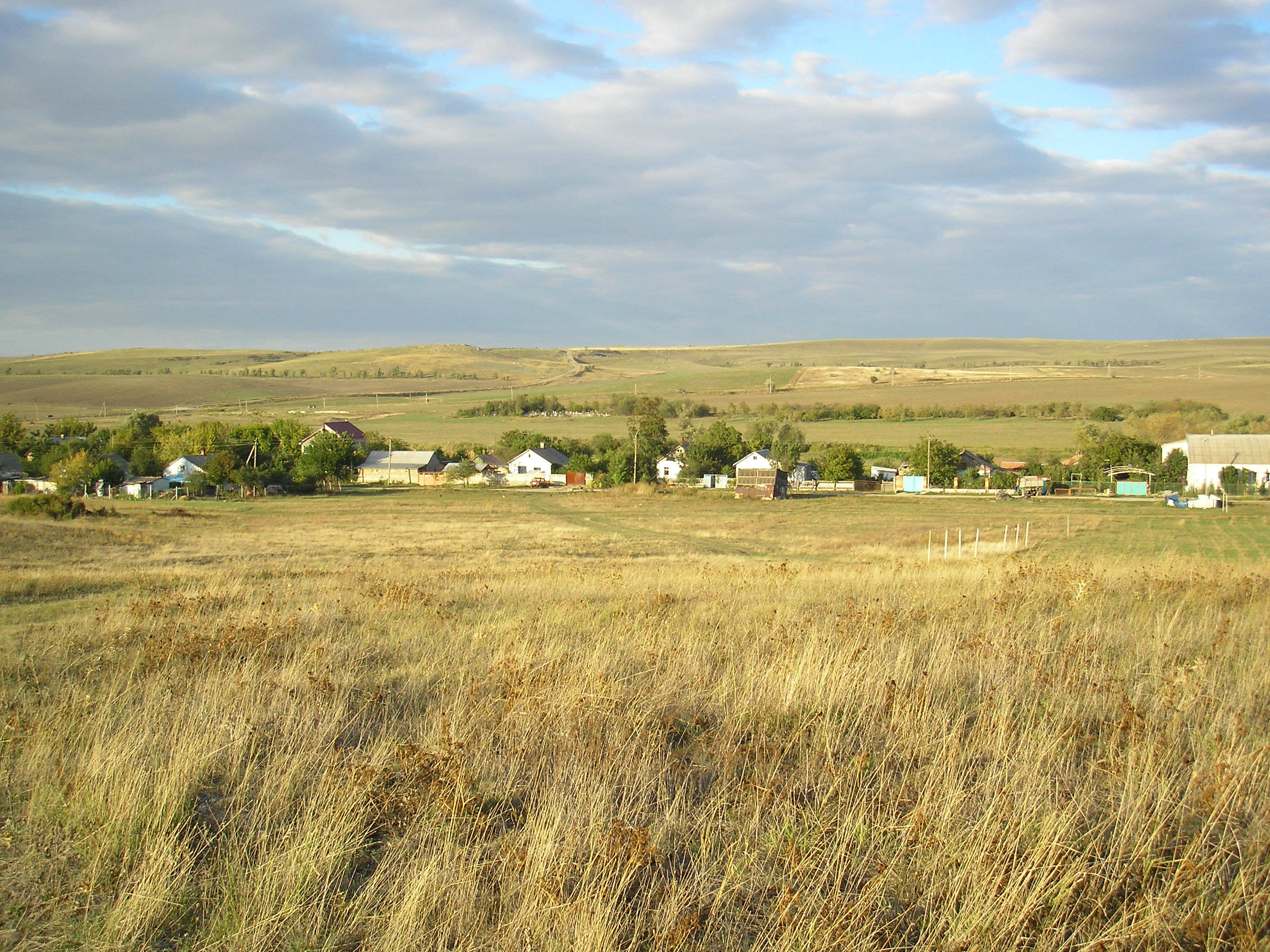

 После реформы волостного деления 1829 года Молла Эли, согласно «Ведомости о казённых волостях Таврической губернии 1829 года», передали в состав Яшлавской волости. На карте 1836 года в деревне 10 дворов, а на карте 1842 года Мулла-Эли обозначен условным знаком «малая деревня», то есть, менее 5 дворов.
В 1860-х годах, после земской реформы Александра II, деревню приписали к Мангушской волости. В «Списке населённых мест Таврической губернии по сведениям 1864 года», составленном по результатам VIII ревизии 1864 года, Мулла-Эли — владельческая татарская деревня с 8 дворами, 47 жителями и мечетью при речке Булганаке. По обследованиям профессора А. Н. Козловского начала 1860-х годов, в селении имелись колодцы с пресной водой глубиной до 5 сажени, а также жители пользовались водой из многочисленных родников. На трёхверстовой карте 1865—1876 года в деревне обозначено 10 дворов. По «Памятной книге Таврической губернии 1889 года», составленной по результатам Х ревизии 1887 года, в Молла-Эли было 11 дворов и 77 жителей. На подробной карте 1892 года в Мулла-Эли 10 дворов с татарским населением и магазин.
После земской реформы 1890 года, Молла-Эли отнесли к Тав-Бадракской волости. По «…Памятной книжке Таврической губернии на 1892 год» в деревне Мулла-Эль, входившей в Биюк-Яшлавское сельское общество, числилось 63 жителя в 17 домохозяйствах, все безземельные. По «…Памятной книжке Таврической губернии на 1902 год» в деревне Молла-Эль, приписанной уже к волости, числилось 75 жителей в 6 домохозяйствах, все безземельные. В Статистическом справочнике Таврической губернии 1915 года, в Тав-Бадракской волости Симферопольского уезда значатся экономия Сеит Осман Бея Яшлавского и 3 хутора (Абдуль Хаир Абляй Тейфука и Алядина Аджи Ариф оглу, П. Г. Манько и А. С. Орловской) с общим названием Молла-Эль. В экономии «Молла-Эль» Сеит Османа Яшлавского указано 6 домов со смешанным населением 22 человека (8 мужчин и 14 женщин), а также 18 душ постороннего населения (8 мужчин и 10 женщин).
После установления в Крыму Советской власти, по постановлению Крымревкома от 8 января 1921 года была упразднена волостная система и село включили в состав вновь созданного Подгородне-Петровского района Симферопольского уезда, а в 1922 году уезды получили название округов. 11 октября 1923 года, согласно постановлению ВЦИК, в административное деление Крымской АССР были внесены изменения, в результате которых был ликвидирован Подгородне-Петровский район и образован Симферопольский и село включили в его состав. Согласно Списку населённых пунктов Крымской АССР по Всесоюзной переписи 17 декабря 1926 года, Молла-Эли было приписано к Базарчикскому сельсовету Симферопольского района. Население составило 90 человек, из них 35 немцев, 30 русских и 23 крымских татарина. По данным всесоюзной переписи населения 1939 года в селе проживал 151 человек.
Вскоре после начала Великой Отечественной войны, 18 августа 1941 года крымские немцы были выселены, сначала в Ставропольский край, а затем в Сибирь и северный Казахстан. В 1944 году, после освобождения Крыма от фашистов, согласно Постановлению ГКО № 5859 от 11 мая 1944 года, 18 мая крымские татары были депортированы в Среднюю Азию. 12 августа 1944 года было принято постановление № ГОКО-6372с «О переселении колхозников в районы Крыма» и в сентябре 1944 года в район приехали первые новосёлы (214 семей) из Винницкой области, а в начале 1950-х годов последовала вторая волна переселенцев из различных областей Украины. С 25 июня 1946 года Молла-Эли в составе Крымской области РСФСР. Указом Президиума Верховного Совета РСФСР от 18 мая 1948 года, Молла-Эли переименовали в Камышинку. 26 апреля 1954 года Крымская область была передана из состава РСФСР в состав УССР. Время включения в состав Чистенского сельсовета пока не установлено: на 15 июня 1960 года село уже числилось в его составе.
Указом Президиума Верховного Совета УССР «Об укрупнении сельских районов Крымской области», от 30 декабря 1962 года, Камышинку присоединили к Бахчисарайскому району, а с 1 января 1965 года, указом Президиума ВС УССР «О внесении изменений в административное районирование УССР — по Крымской области», вновь включили в состав Симферопольского. По данным переписи 1989 года в селе проживало 175 человек. С 12 февраля 1991 года село в восстановленной Крымской АССР, 26 февраля 1992 года переименованной в Автономную Республику Крым. С 21 марта 2014 года в составе Крыма аннексирована Россией.